# دان تواردزيك
دان تواردزيك (بالألمانية: Dan Twardzik) (13 أبريل 1991 في التشيك - ) هو لاعب كرة قدم ألماني في مركز حراسة المرمى. شارك مع منتخب ألمانيا لكرة القدم تحت 18 سنة. أما مع النوادي، فقد لعب مع ساتشسين لايبزيغ ونادي أبردين ونادي كارلسروه ونادي كومو ونادي ماذرويل ونادي دندي.

## وصلات خارجية
- دان تواردزيك على موقع قاعدة بيانات كرة القدم.إي يو (الإنجليزية)
- دان تواردزيك على موقع Soccerbase.com (لاعب) (الإنجليزية)
- دان تواردزيك على موقع Soccerway.com (الإنجليزية)
- دان تواردزيك على موقع عالم كرة القدم.نت (الإنجليزية)